# خلل تنسج الكوع
خلل تنسج الكوع هو حالة تنطوي على تشوهات نمو متعددة لمفصل الكوع عند الكلاب، وتحديدًا نمو الغضروف أو الهياكل المحيطة به. تؤدي هذه التشوهات، المعروفة باسم الآفات الأولية، إلى حدوث عمليات هشاشة العظام. خلل تنسج الكوع هو حالة شائعة لدى سلالات معينة من الكلاب.
ترتبط معظم الآفات الأولية بالداء العظمي الغضروفي، وهو مرض يصيب غضروف المفصل، والتهاب العظم والغضروف السالخ (OCD)، وهو انفصال شريحة من الغضروف على سطح المفصل. تشمل الأسباب الشائعة الأخرى لخلل التنسج في المرفق عملية مخروطية غير موحدة (UAP) وعملية إكليلية وسطية مجزأة أو غير موحدة (FCP أو FMCP).
من الصعب تشخيص التهاب العظم والغضروف السالخ سريريًا لأن الحيوان قد يظهر فقط مشية غير عادية. وبالتالي، قد لا يكشف خلل تنسج الكوع أو يشخص بشكل خاطئ على أنه حالات هيكلية ومفاصل أخرى مثل خلل التنسج الوركي. تتطور المشكلة في مرحلة الجرو، على الرغم من أنها غالبًا ما تكون دون سريرية، وقد يكون هناك ألم أو تصلب، أو عدم راحة عند التمديد، أو خصائص تعويضية أخرى. يعتمد التشخيص بشكل عام على الأشعة السينية أو تنظير المفاصل أو التصوير بالرنين المغناطيسي. في حين أن حالات التهاب العظم والغضروف السالخ لا تكتشف وتشفى تلقائيًا، إلا أن حالات أخرى تظهر في شكل عرج حاد. يوصى بالجراحة بمجرد اعتبار الحيوان أعرجًا؛ وبخلاف ذلك، عادةً ما يستخدم العلاج غير الجراحي.

## المرض
خلل التنسج الكوع هو مشكلة محددة وراثيا في العديد من سلالات الكلاب، وغالبا ما تظهر منذ مرحلة الجرو وتستمر مدى الحياة. في خلل التنسج الكوع، يعاني مفصل الكوع المعقد من خلل هيكلي، غالبًا ما يرتبط بالغضاريف. هذه الحالة الأولية، والمعروفة باسم الآفة الأولية، تسبب مستوى غير طبيعي من التآكل والتدهور التدريجي للمفصل، ما يؤدي في بعض الأحيان إلى العجز أو الألم المزمن. يمكن أن تنشأ من هذا الضرر عمليات ثانوية مثل الالتهاب وهشاشة العظام ما يزيد المشكلة ويضيف المزيد من المشاكل الخاصة بها.

## الأسباب
السبب الأكثر شيوعًا هو الداء العظمي الغضروفي، وهو مرض يصيب غضروف المفصل، والتهاب العظم والغضروف السالخ (OCD أو OD)، وهو انفصال سطح الغضروف عن سطح المفصل نتيجة النخر اللاوعائي، والذي ينشأ بدوره من فشل تدفق الدم في العظم تحت الغضروفي.
في الوسواس القهري، يفشل أو يتأخر التغيير الطبيعي للغضاريف إلى العظام أثناء نمو المفصل. يستمر الغضروف في النمو وقد ينقسم أو يصبح نخريًا. السبب غير مؤكد، ولكن من المحتمل أن يشمل الوراثة، والصدمات النفسية، والتغذية (بما في ذلك الإفراط في الكالسيوم وانخفاض تناول فيتامين C). تنجم آفات الوسواس القهري الموجودة في المرفق عند اللقيمة الإنسية لعظم العضد عن اندماج داخلي غضروفي مضطرب لمشاش اللقيمة الإنسية مع النهاية البعيدة لعظم العضد، والذي قد يكون بدوره ناجمًا عن خلع المشاش. تشمل الحالات المحددة المتعلقة بالوسواس القهري تجزئة الناتئ الإكليلي الإنسي للزند (FMCP) والعملية المخروطية غير الموحدة للزند (UAP). توجد جميع أنواع الوسواس القهري في المرفق عادةً في الكلاب ذات السلالات الكبيرة، وتبدأ الأعراض بين سن 4 و8 أشهر. ويتأثر الذكور مرتين أكثر من الإناث. غالبًا ما يصيب المرض كلا المرفقين (30 إلى 70% من الحالات)، وتشمل الأعراض العرج المتقطع، وتورم المفاصل، والدوران الخارجي وإبعاد الكف. سوف يتطور التهاب المفاصل العظمي لاحقًا في معظم الحالات.
يحدث UAP بسبب انفصال مركز التعظم عن الزند في العملية المخروانية. يحدث FMCP بسبب فشل العملية الإكليلية في الاتحاد مع الزند.